# そして人生はつづく
『そして人生はつづく』（ペルシア語: زندگی و دیگر هیچ Zendegi digar hich、英語：Life, and Nothing More... ）は、アッバス・キアロスタミ監督による1992年のイラン映画である。1992年カンヌ国際映画祭のある視点部門で上映された。
30,000人以上が死亡した1990年イラン地震の後、キアロスタミは前作『友だちのうちはどこ?』の出演者の安否確認のため現地を訪れた。この映画はこれらの事実に基づいたセミ・フィクションであり、ドキュメンタリー形式で撮影された。地震の余波にあるその国中を旅するある監督（ファルハッド・ケラドマンが演じる）が映画に登場する。

## あらすじ
ある映画監督と彼の息子はコケールへの旅に出た。その村は映画『友だちのうちはどこ?』の半分が撮影された場所である。映画の前半で彼らは村に着くことのできる道路を探そうとしている。地震発生後に道のほとんどが崩壊したか塞がっている。そのうちに彼らはいくつかの崩壊した地区を通って小道を往き、時に目的地の行き方を尋ねた。
何回かルートを変更してから彼らはようやく映画の舞台となる村々の1つに着き、彼らは前作の出演者の1人を訪ねて彼の近所にしばらく滞在した。父親と息子は崩壊した村を訪れ生存者から詳しく話を聞いた。生存者の中のある若い夫婦はその地震で身内を亡くし、それでも結婚しようと決めた。死は2人の終焉を予見しなかったので、2人は生きて結婚することを選んだと話した。この夫婦の場面はコケール・トリロジー（ジグザグ道三部作）の第3作『オリーブの林をぬけて』の焦点となっている。
その後彼らはその映画に出演した子どもたちの1人を見つけ、彼をコケールで家を失ったほとんどの人々が滞在しているテント村に連れて行った。監督の息子は、他の子どもたちとサッカーワールドカップの決勝戦を観ようと思い、彼の父親は彼をその場所へ置いていき後で迎えに来ることにした。彼はそこで地震の犠牲になった人々と話し合い、人々が持つ生命とともに動かしている精神を発見して驚愕した。
監督はどうにか彼の車で町に向かい、彼はタンクを運ぶ男を通り過ぎて丘を上って行き、エンジンが過熱になり運転ができなくなった。そのタンクを運ぶ男はエンジンを再始動する手助けをして、それから彼は出発したように見え、男のほうは丘を歩いて上って行った。監督の車は再び丘を上ろうとする前に数メートル進んだ後、監督はタンクの男を乗せた。この場面で映画は幕を閉じる。

## 三部作
『そして人生はつづく』はコケール・トリロジー（ジグザグ道三部作）の第2作であり、その第1作（『友だちのうちはどこ?』）はフィクションの1編として描かれ、主人公が捜す出演者たちがそこに出ている。続く三部作の第2作は『オリーブの林をぬけて』の中のフィクションの1編として描かれている。『オリーブの林をぬけて』の物語はこの映画のワンシーンを演じる出演者に焦点を合わせている。それぞれの映画はより高い現実にジャンプするようである。そこでは前作がフィクションとして描かれ、そのため映画製作者の彼自身（キアロスタミ）は第3作と第2作（前作の2倍）でフィクションになっている。